# Чесменський район
Чесменський муніципальний район — муніципальне утворення в Челябінській області Російської Федерації.
Адміністративний центр - село Чесма.

## Географія
Площа території - 266,3 тис. га, сільськогосподарські угіддя - 233,6 тис. га.

## Історія
Утворений 18 січня 1935 року в результаті розукрупнення Варненського, Кочкарського, Нагайбацього та Троїцького районів. У 1962 році Чесменський район ліквідували як одиницю Челябінської області. Землі і підприємства були передані спочатку в Варненський район (1962 рік), а потім - в Троїцький район в 1964 році. Відновлення колишніх кордонів Чесменського району відбулося 25 січня 1965.

## Населення
Населення - 19 199 чоловік.
Національний склад
Національний склад населення визначається історичними міграційними процесами, в районі проживають: росіяни, казахи, мордва, татари, українці, білоруси, азербайджанці, грузини, вірмени.

## Територіально-муніципальне устрій
У Чесменському районі 32 населених пункти у складі 12 сільських поселень.

## Археологія
На території Чесменського району відома значна кількість археологічних пам'яток різних епох, найдавніші датуються енеолітом (стоянки та місцезнаходження), епохою бронзи (могильники і поселення. Реконструкція одного з курганів ранньої залізної доби з Чесменського району, кургану Темір, зроблена в музеї -заповіднику обласного значення Аркаїм.